# Венгеров Леонід Маркович
Леонід Маркович Венгеров (нар.20 квітня 1901, Київ — пом.28 лютого 1975, Одеса) — видатний[джерело?] український літературознавець, доктор філологічних наук, професор; учасник Другої світової війни, нагороджений державними нагородами СРСР.

## Біографія
Леонід Венгеров народився 20 квітня 1901 року в Києві у родині купця 2-ї гільдії. Батьки працювали у торгівельному товаристві «Якір». Після закінчення Київської гімназії № 17 у 1918 році вступив на історико-філологічний факультет Київського університету. У 1921 році навчальний заклад був реорганізований у Київський інститут народної освіти, який Венгеров закінчив у 1922 році. У 1923 році він одружився з Лідією Олександрівною. У 1924 році у них народився син Микола.
У тому ж 1924 році Леонід Маркович був умовно засуджений у справі контрреволюційної організації «Центр дій», діяльність якої полягала в організації літературного журналу. До видання журналу Леонід Венгеров планував долучити кількох молодих людей, що виступали проти перетворення класичних вищих навчальних закладів у педагогічні.
Його професійна діяльність до війни включала роботу у видавництві «Книгоспілка» (1924–1930), «Сяйво», експлуатаційному технікумі, школах № 27 та № 17, тресті «Укрполіграф» Наркомату освіти (1937–1938), Інституті керівних працівників Наркомторгу (1938–1940) та Академії радянської торгівлі (1940–1941). Він підготував до захисту кандидатську дисертацію «Чернишевський-белетрист», проте всі її екземпляри були втрачені під час війни.
Через два тижні після початку німецько-радянської війни Леоніда Венгерова мобілізували до діючої армії як начальника стройової частини штабу полку. У боях під Вінницею він потрапив у полон, але зумів втекти та брав участь у підпіллі, а згодом воював у партизанському загоні імені Леніна на Вінниччині. За мужність і героїзм був нагороджений орденом Червоної Зірки та медаллю «За доблестный труд в Великой Отечественной войне 1941–1945 гг.».
Після звільнення Поділля працював у Вінницькому педагогічному інституті (1944–1946 роки). Був завідувачем кафедри російської та зарубіжної літератур, одночасно працював заступником директора та головним бібліотекарем Вінницької обласної бібліотеки.  1946 року став жертвою політичної кампанії в СРСР, що була спрямована проти журналів «Звезда» та «Ленинград». Був звільнений з посади викладача, як зазначав у автобіографії, через «ідеологічну помилку в трактуванні символізму». 
З 1946 по 1948 рік працював у Комітеті у справах культосвітніх закладів.
У 1947 році Леонід Венгеров успішно захистив кандидатську дисертацію «Повість М. Горького «Троє».
З 1948 по 1950 рік працював в Інституті літератури АН УРСР, а з 1950 по 1953 рік — у Гомельському педінституті імені В.П. Чкалова.
З 1953 по 1975 рік викладав на кафедрах української, російської та зарубіжної літератури Житомирського державного педагогічного інституту імені Івана Франка. 
26 травня 1961 року в Києві блискуче захистив докторську дисертацію «Творчість Ванди Василевської», проте Вища атестаційна комісія у Москві затвердила його науковий ступінь доктора філологічних наук лише 12 листопада 1966 року.
Відмінник народної освіти УРСР;  у 1971 році за сумлінну працю та плідну наукову роботу був нагороджений Почесною грамотою Верховної Ради УРСР. 
Членом КПРС ніколи не був . Вільно володів шістьма мовами.
30 січня 1975 року подав заяву про звільнення у зв'язку з виходом на пенсію. Цьому передувало звинувачення професора  у нав'язуванні студенту інтимних стосунків.
28 лютого 1975 року Леонід Маркович Венгеров помер в Одесі. Згідно з актом про смерть № 1807 Приморського  РАЦСу міста Одеси, причиною смерті було "самоповішення". Передсмертної записки він не залишив. Справжні причини самогубства залишаються невідомими.

## Наукова та методична спадщина
Леонід Маркович Венгеров почав друкуватися у 1936 р., зробивши значний внесок у вітчизняне літературознавство та етнографію. Його творчий доробок налічує близько 100 наукових та методичних праць, що включають рецензії, бібліографічні та історико-літературні статі, ґрунтовні розвідки. Зокрема, він був піонером у відкритті для України постаті Тадея Розеславовича Рильського – видатного етнографа, фольклориста і письменника, батька Максима Рильського. Підготував ряд статей, присвячених Максиму Рильському та Тарасу Шевченко.
Особливе місце в його дослідженнях посідає польська література, зокрема творчість Ванди Василевської, якій була присвячена докторська дисертація. 
Леонід Венгеров – автор двох фундаментальних посібників із зарубіжної літератури, які вийшли значними тиражами: 
- Венгеров Л.М. Зарубіжна література. 1871 – 1970. Загальні питання. – К.: Вища школа, 1971.
- Венгеров Л.М. Зарубіжна література. 1871 – 1973. Огляди і портрети. – К.: Вища школа, 1974.

Ці книги принесли йому всеукраїнську наукову славу та є важливим джерелом для вивчення зарубіжної літератури. Вони і досі користуються попитом серед студентів-філологів.